# (8065) Nakhodkin
(8065) Nakhodkin (1979 FD3) – planetoida z pasa głównego asteroid okrążająca Słońce w ciągu 3,35 lat w średniej odległości 2,24 au. Odkryta 31 marca 1979 roku.